# Pi (film)
 For alternative betydninger, se Pi. (Se også artikler, som begynder med Pi)
Π (eller Pi: Faith in Chaos) er en amerikansk film fra 1998 instrueret af Darren Aronofsky. Filmen er opkaldt efter den matematiske konstant pi.

## Handling
Filmen handler om det migræneramte matematiske naturtalent Maximillian Cohen, som er overbevist om, at alt i naturen kan forstås ved hjælp af tal. Ved at bruge data fra aktiemarkedet forsøger han at finde frem til mønstre ved hjælp af sin hjemmelavede supercomputer Euklid.

## Medvirkende
| Skuespiller          | Rolle             |
| -------------------- | ----------------- |
| Sean Gullette        | Maximillian Cohen |
| Mark Margolis        | Sol Robeson       |
| Ben Shenkman         | Lenny Meyer       |
| Pamela Hart          | Marcy Dawson      |
| Stephen Pearlman     | Rabbi Cohen       |
| Samia Shoaib         | Devi              |
| Ajay Naidu           | Farroukh          |
| Kristyn Mae-Anne Lao | Jenna             |
| Espher Lao Nieves    | Jennas mor        |